# Toxorhina grossa
Toxorhina grossa är en tvåvingeart som beskrevs av Alexander 1956. Toxorhina grossa ingår i släktet Toxorhina och familjen småharkrankar. Inga underarter finns listade i Catalogue of Life.